# Jordan 196
Jordan 196 je Jordanov dirkalnik Formule 1 za sezono 1996, ki ga je zasnoval Gary Anderson, dirkača pa sta bila Rubens Barrichello in Martin Brundle. Kot najboljši rezultat sezone je moštvo doseglo tri četrta mesta, Barrichello na dirkah za Veliko nagrado Evrope in Veliko nagrado Velike Britanije ter Brundle na dirki za Veliko nagrado Italije. Ob tem sta dirkača skupaj dosegla še štiri peta in pet šestih mest. To je ob koncu sezone moštvu prineslo peto mesto v konstruktorskem prvenstvu z dvaindvajsetimi točkami, kar je drugi najboljši izkupiček točk Jordana od njihove prve sezone 1991.

## Popolni rezultati Formule 1
(legenda) (odebeljene dirke pomenijo najboljši štartni položaj, poševne pa najhitrejši krog)
| Leto | Moštvo | Motor       | Gume | Dirkači            | 1   | 2   | 3   | 4  | 5   | 6   | 7   | 8   | 9   | 10 | 11  | 12  | 13  | 14  | 15  | 16  | Toč | Prv |
| ---- | ------ | ----------- | ---- | ------------------ | --- | --- | --- | -- | --- | --- | --- | --- | --- | -- | --- | --- | --- | --- | --- | --- | --- | --- |
| 1996 | Jordan | Peugeot V10 | G    |                    | AVS | BRA | ARG | EU | SMR | MON | ŠPA | KAN | FRA | VB | NEM | MAD | BEL | ITA | POR | JAP | 22  | 5.  |
| 1996 | Jordan | Peugeot V10 | G    | Rubens Barrichello | Ret | Ret | 4   | 5  | 5   | Ret | Ret | Ret | 9   | 4  | 6   | 6   | Ret | 5   | Ret | 9   | 22  | 5.  |
| 1996 | Jordan | Peugeot V10 | G    | Martin Brundle     | Ret | 12  | Ret | 6  | Ret | Ret | Ret | 6   | 8   | 6  | 10  | Ret | Ret | 4   | 9   | 5   | 22  | 5.  |